# Liste der Erzbischöfe von Turin
Die folgenden Personen waren Bischöfe und Erzbischöfe von Turin (Italien):

## Bischöfe
- Heiliger Maximus (ca. 390–ca. 420)
- Maximus (ca. 451–ca. 465)
- Viktor (um 494)
- Tigridio (501–505)
- Ruffo (538–553)
- Ursicino (562–20. Oktober 609)
- Rustico (679–691)
- Kunibert (ca. 696)
- Walcuno (um 739)
- Andreas (ca. 800)
- Claudius Clemens (818–829/817–827)
- Witgario (um 832)
- Regimiro
- Guglielmo (ca. 840)
- Claudius (um 873)
- Amulo (Amolone) (um 881)
- Lancio (um 887)
- Amulo (um 898)
- Eginolfo (um 901)
- Guglielmo (um 906 bis 928)[1]
- Amalrico (955–969)
- Wilhelm (?)[2]
- Amizo (Adam) (983–998)
- Gezone (999/1000–1010?)
- Landulfus (1010/11–1039)
- Wido (1039–1046)
- Kunibert (1046–1082)
- Witelmus (1089)
- Wibert (1097–1101/06)
- Mainardo (1110–1117/18)
- Wibert (1118)
- Agamemnon (1122)
- Boso (1122–1126/28)
- Arberto (Albert) (1128 ?–1147)
- Karl (ca. 1147–1187) (auch Erzbischof von Mailand)
- Arduino (1187–1203 ?)
- Jacopo Ratteri (1206–1217 ?)
- Jacopo di Carisio (1217–1226)
- Ainardo (um 1228)
- Jacopo (1229–1230 ?)
- Uguccione (Ugo) Caqualoro (1230–1243 ?)
- Giovanni Arborio (1243 ?–1264) (Elekt)
- Goffredo Montanari (1264–1299)
- Teodisio Revelli (1300–1319)
- Guido Canale (1319–1328)
- Thomas I. von Savoyen († 1340)
- Thomas II. von Savoyen (1348–1360) (auch Bischof von Aosta)
- Bartolomeo (1362–1364)
- Giovanni da Rivalta (1364–1411)
- Aimone da Romagnano (1411–1438)
  - Louis de Marche (ca.  1453)
- Ludovico da Romagnano (1438–1469)
- Jean de Compey (1469–1482) (auch Bischof von Genua)
- Domenico Kardinal della Rovere (1486–1501)
- Giovanni Ludovico della Rovere (1501–1510)
- Giovanni Francesco della Rovere (1510–1515)

## Erzbischöfe
- Giovanni Francesco della Rovere (1515–1517)
- Claude de Seyssel (1517–1520)
- Innocenzo Kardinal Cibo (1520–1548, Administrator)
- Cesare Cibo (1548–1563)
- Innico d’Avalos d’Aragona, O.S. (1563–1564)
- Girolamo Kardinal della Rovere (1564–1592)
- Carlo Broglia (1592–1619)
- Filiberto Milliet (1619–1626)
- Giovanni Battista Ferrero (1626–1632)
- Antonio Provana (1632–1642)
- Giulio Cesare Barbera (1642–1662)
- Michele Reggiano (1662–1690)
- Michele Antonio Vibò (1690–1713)
- Sedisvakanz
- Gian Francesco Arborio di Gattinara (1727–1743)
- Giovanni Battista Kardinal Rovero (1744–1766)
- Francesco Luserna Rorengo di Rorà (1768–1778)
- Vittorio Maria Baldassare Gaetano Kardinal Costa d’Arignano (1778–1796)
- Carlo Luigi Buronzo del Signore (1797–1805)
- Giacinto della Torre (1805–1814)
- Columbano Giovanni Battista Carlo Gaspare Chiaverotti OSB (1818–1831)
- Luigi Fransoni (1832–1862)
- Alessandro Riccardi di Netro (1867–1870)
- Lorenzo Gastaldi (1871–1883)
- Gaetano Kardinal Alimonda (1883–1891)
- Davide Riccardi (1891–1897)
- Agostino Kardinal Richelmy (1897–1923)
- Giuseppe Kardinal Gamba (1923–1929)
- Maurilio Kardinal Fossati (1930–1965)
- Michele Kardinal Pellegrino (1965–1977)
- Anastasio Alberto Kardinal Ballestrero OCD (1977–1989)
- Giovanni Kardinal Saldarini (1989–1999)
- Severino Kardinal Poletto (1999–2010)
- Cesare Nosiglia (2010–2022)
- Roberto Kardinal Repole (seit 2022)